# Józef Krzysik

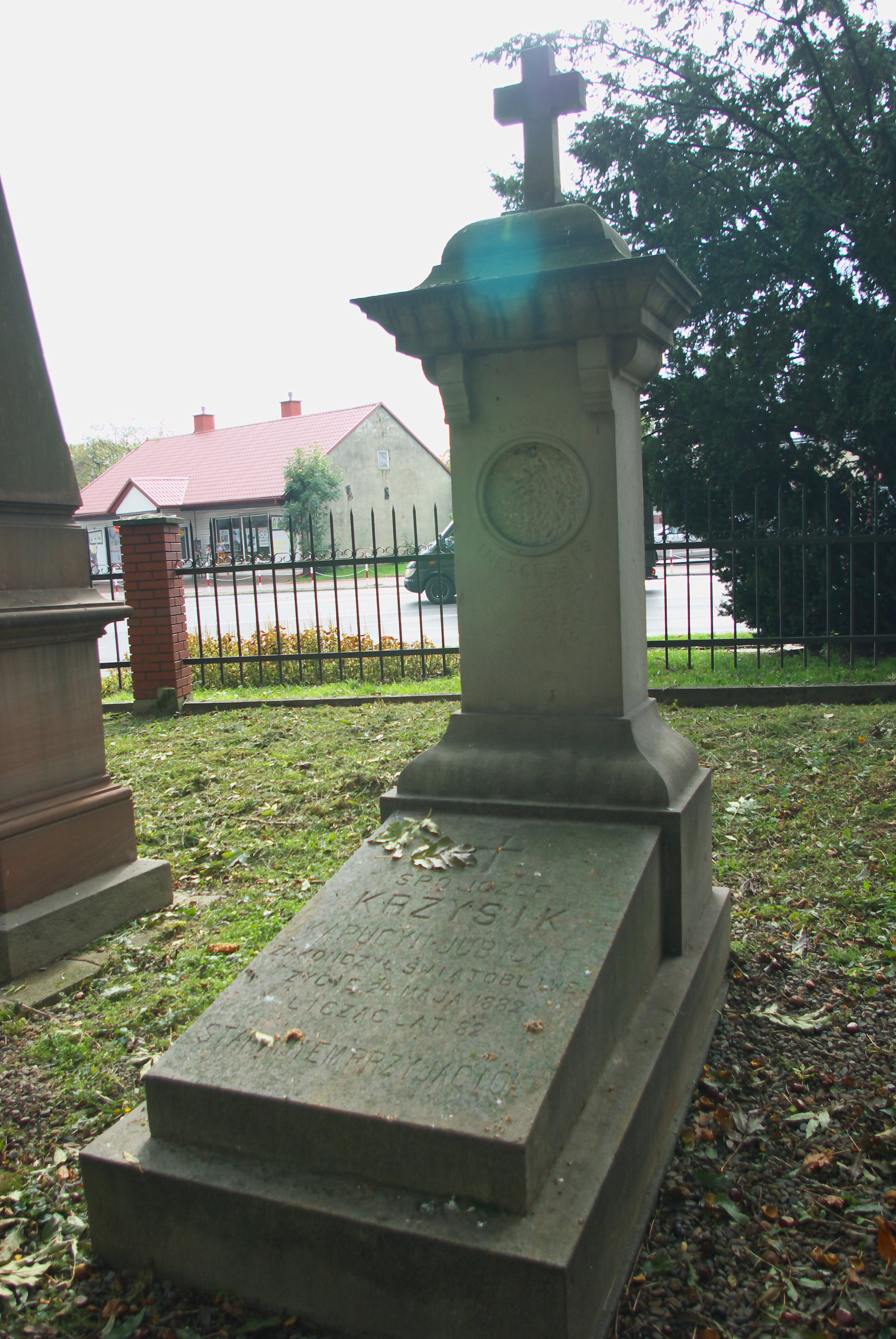
Nagrobek o. Józefa Krzysika

Franciszek Krzysik (Krzysikiewicz), w zakonie kapucynów o. Józef, (ur. 31 sierpnia 1800 w Woli Jasienickiej, zm. 24 maja 1882 w Krośnie) – malarz, opiekun powstańców, autor prac teologicznych. 
Święcenia kapłańskie przyjął 10 października 1830 we Lwowie. Studiował teologię i filozofię. Pracował w klasztorach i kościołach w Sędziszowie, Krośnie, Rozwadowie. W latach 1843–1873 był prowincjałem prowincji galicyjskiej z siedzibą w Sędziszowie, a potem w Krośnie. Był miłośnikiem sztuki, jej mecenasem i kustoszem.
Został pochowany na Starym Cmentarzu w Krośnie.
W Kościele oo. Kapucynów w Krośnie została ustanowiona tablica upamiętniająca jego zasługi.